# Ron Rifkin
Pour les articles homonymes, voir Rifkin.
Ron Rifkin est un acteur américain, né le 31 octobre 1939 à New York (États-Unis).

## Biographie
Il a joué dans une centaine de films et de séries télévisées. Il est surtout connu pour le rôle de Arvin Sloane dans la série Alias et celui de Saul Holden dans Brothers & Sisters.
C'est un grand ami de Sarah Jessica Parker.
Au cinéma, il a joué dans Silent Running, Meurtre mystérieux à Manhattan, Maris et Femmes, Wolf, Les Complices de Central Park, L.A. Confidential, Négociateur, Les Initiés, Au nom d'Anna, The Majestic, Au nom d'Anna, Séduction en mode mineur, Apparitions, La Somme de toutes les peurs, Pulse et A Star Is Born.
A la télévision, il tient le rôle du Dr Carl Vucelich dans la Saison 2 de Urgences et il fait des apparitions dans les séries : Au-delà du réel : L'aventure continue, Sex and the City, New York, police judiciaire, The Good wife et Gotham.
En 1997, il a obtenu un Tony Award pour le rôle de Herr Schultz dans la comédie musicale Cabaret.

## Filmographie
- 1966 : Gidget (série télévisée) : Mel
- 1969 : The Devil's 8 (en) de Burt Topper : Stewart Martin
- 1969 : Tueur de filles (Flareup) : Sailor
- 1970 : Room 222 (série télévisée) : Ralph Fisk
- 1970 : The Interns (série télévisée) : Ferguson
- 1972 : Silent Running : Marty Barker
- 1972 : Awake and Sing! (TV) : Sam Feinschreiber
- 1972 : The Sandy Duncan Show (série télévisée) : Warren
- 1973 : Bachelor-at-Law (TV) : Assistant D.A.
- 1973 : Adam's Rib (série télévisée) : Asst. Dist. Atty. Roy Mendelsohn
- 1974 : Get Christie Love! (TV) : Normand
- 1974 : The Bob Newhart Show (série télévisée) : Jeff Boggs
- 1974 : Owen Marshall: Counselor at Law (série télévisée) : Marty Dyer
- 1974 : The Suicide Club (TV)
- 1974 : The Mary Tyler Moore Show (Mary Tyler Moore) (série télévisée) : Ed Schroeder
- 1974 : The ABC Afternoon Playbreak (série télévisée) : Tony
- 1975 : Le Rêve brisé (The Dream Makers) (TV) : Herb
- 1975 : Insight (série télévisée) : Bailey
- 1975 : Barnaby Jones (série télévisée) : Snapper Wilcox
- 1975 : Cannon (série télévisée) : Paul Goldberg
- 1975 : La Nuit qui terrifia l'Amérique (The Night That Panicked America) (TV) : Mercury Theatre Player
- 1975 : The Sunshine Boys : T.V. Floor Manager
- 1975 : Kojak (série télévisée) : Rick Levene
- 1975 : When Things Were Rotten (série télévisée) : Prince John
- 1976 : Médecins d'aujourd'hui (Medical Center) (série télévisée) : Danny Armbruster
- 1976 : Deux cent dollars plus les frais (The Rockford Files) (série télévisée) : Tom Robertson
- 1977 : In the Glitter Palace (TV) : Roger
- 1977 : McMillan (série télévisée) (McMillan & Wife) (série télévisée) : Aaron Leacock
- 1977 : Family (série télévisée) : Dr Grant
- 1977 : The Tony Randall Show (série télévisée) : Benten
- 1977 : Rafferty (série télévisée) : Dr Bakersmith
- 1978 : A Question of Guilt (TV) : Assistant District Attorney Verrell
- 1978 : Columbo : Meurtre parfait (Make Me a Perfect Murder) (série télévisée) : Luther
- 1978 :  Husbands, Wives & Lovers (en) (série télévisée) : Ron Willis
- 1978 : Rabbit Test
- 1978 : The Big Fix de Jeremy Kagan : Randy
- 1978 : Soap (série télévisée) : Dr Kanter
- 1978 : L'Ancien Testament (Greatest Heroes of the Bible) (série télévisée) : Beseleel
- 1979 : Salvage 1 (en) (série télévisée) : Flannery
- 1979 : Alice (série télévisée) : Eric
- 1979 : Victime (Mrs. R's Daughter) (TV) : Joseph Barron
- 1980 : Côte Ouest (Knots Landing) (feuilleton TV) : Stan Lesser
- 1980 : Au fil des jours (One Day at a Time) (série télévisée) : Nick Handris (
- 1981 : L'Élu (The Chosen) : Baseball coach
- 1982 : The Day the Bubble Burst (TV)
- 1983 : Another Woman's Child (TV) : Barry Stein
- 1983 : Le Souffle de la guerre (The Winds of War) (feuilleton TV) : Mark Hartley
- 1983 : L'Arnaque 2 (The Sting II) : Eddie
- 1983 : Faerie Tale Theatre (série télévisée) : The Squire
- 1983 : Falcon Crest (feuilleton TV) : Dr Lantry
- 1984 : Concealed Enemies (TV) : Samuel Roth
- 1984 : Capitaine Furillo (Hill Street Blues) (série télévisée) : Monty DiMair
- 1984 : Kidco : George Tuskle
- 1984 : The Ratings Game (TV) : T.V. Director
- 1985 : Evergreen (feuilleton TV) : Solly
- 1985 : Do You Remember Love (TV) : Gerry Kaplan
- 1986 : Dress Gray (en) de Glenn Jordan (Téléfilm) : Maj. Consor
- 1986 : Seule contre la drogue (Courage) (TV) : Eppy Lucido
- 1987 : Conspiracy: The Trial of the Chicago 8 (TV) : Allen Ginsberg
- 1990 : Three Hotels (TV)
- 1991 : American Playhouse (série télévisée) : Leonard
- 1991 : JFK : Mr. Goldberg / Spiesel (credited on Director's Cut)
- 1992 : The Trials of Rosie O'Neill (série télévisée) : Ben Meyer
- 1992 : Maris et Femmes (Husbands and Wives) : Richard - Rain's Analyst
- 1992 : New York, police judiciaire (Law & Order) (série télévisée) : Alex Drakos
- 1993 : Room for Two (série télévisée) : Jack Weissman
- 1993 : Meurtre mystérieux à Manhattan (Manhattan Murder Mystery) : Sy
- 1994 : Wolf : Doctor
- 1994 : W.S.H. (TV)
- 1995 : Last Summer in the Hamptons : Eli
- 1995 : Fallen Angels (série télévisée) : Frank Barsaly
- 1995 : Urgences (ER) (série télévisée) : Dr Carl Vucelich - Saison 2: Épisodes 6,8,9,12,13,14 et 22.
- 1996 : Norma Jean and Marilyn (TV) : Johnny Hyde
- 1996 : Revers de fortune (The Substance of Fire) : Isaac Geldhart
- 1996 : Les Complices de Central Park (I'm Not Rappaport) : Feigenbaum
- 1997 : L.A. Confidential de Curtis Hanson : D.A. Ellis Loew
- 1997 : Leaving L.A. (série télévisée) : Dr Neil Bernstein
- 1998 : Négociateur (The Negotiator) : Cmdr. Grant Frost
- 1998 : Au-delà du réel : L'aventure continue (The Outer Limits) (série télévisée) : Dr Eric Nodel
- 2000 : Sam the Man : Richard
- 2000 : Drop Back Ten
- 2000 : Les Initiés (Boiler Room) : Judge Marty Davis
- 2000 : Flowers for Algernon (TV) : Dr Jonah Strauss
- 2000 : Au nom d'Anna (Keeping the Faith) : Larry Friedman
- 2000 : Intention criminelle (Deliberate Intent) (TV) : Howard Siegel
- 2001-2006 : Alias (série télévisée) : Arvin Sloane
- 2001 : The Warden (TV) : Judge Faschbinder
- 2001 : A Nero Wolfe Mystery (série télévisée) : Attorney Perry Helmar
- 2001 : The Majestic : Kevin Bannerman
- 2002 : Séduction en mode mineur (Tadpole) : Professor Tisch
- 2002 : Sex and the City (série télévisée) : Julian Fisher
- 2002 : Apparitions (Dragonfly) : Charlie Dickinson
- 2002 : La Somme de toutes les peurs (The Sum of All Fears) : Secretary of State Sidney Owens
- 2002 : Just a Kiss : Dr Fauci
- 2006 : Pulse : Dr Waterson
- 2007 : Brothers & Sisters (série télévisée) : Saul Holden
- 2008 : Pivot
- 2010 : Peep World de Barry W. Blaustein (en)
- 2012 : New York, Unité Spéciale (série télévisée) : Maître Marvin Exley
- 2013 : Touch : Rabbi Isaac
- 2015 : The Good wife (série télévisée) : Spencer Randolp
- 2015 : Limitless (série télévisée) : Dennis Finch
- 2015 : Gotham , épisode Du sang sur les mains (Worse Than a Crime) : Père Creal
- 2018 : Blindspot (série télévisée) : Rob Donnelly
- 2018 : A Star Is Born : Carl
- 2019 : New Amsterdam : le doyen Dr. Dean Fulton

## Distinctions
- Tony Award pour la comédie musicale Cabaret